# Філімонов Олександр Сергійович
Олекса́ндр Сергі́йович Філімо́нов (28 листопада 2002) — український хокеїст, захисник хокейного клубу «Сокіл» (Київ).

## Життєпис
Народився у Донецьку.
Займатись хокеєм розпочинав у школі «Донбаса», згодом перебрався до Дніпра.
У 2018 році у складі «Придніпровська» став чемпіоном України U16. Наступного року у складі дніпровського «Динамо» виборов срібло національної першості U19.
Протягом сезону 2019/2020 років виступав у WSHL (англ. Western States Hockey League) за клуб «Барргед Бомберз» (англ. Barrhead Bombers). Повернувшись в Україну восени 2020 року, виступав за хокейні клуби «Маріуполь» (Маріуполь), і «Легіон» (Калуш). З 2023 року виступає за київський «Сокіл».
У 2021 році у складі молодіжної збірної України виступав на чемпіонаті світу з хокею із шайбою у дивізіоні 1В.
Студент Харківської державної академії фізичної культури.
У 2025 році на зимовій Універсіаді в Турині (Італія) у складі студентської збірної України з хокею здобув бронзову медаль.